# Maurice de Riquet de Caraman

Wapenschild van Maurice Riquet de Caraman-Chimay

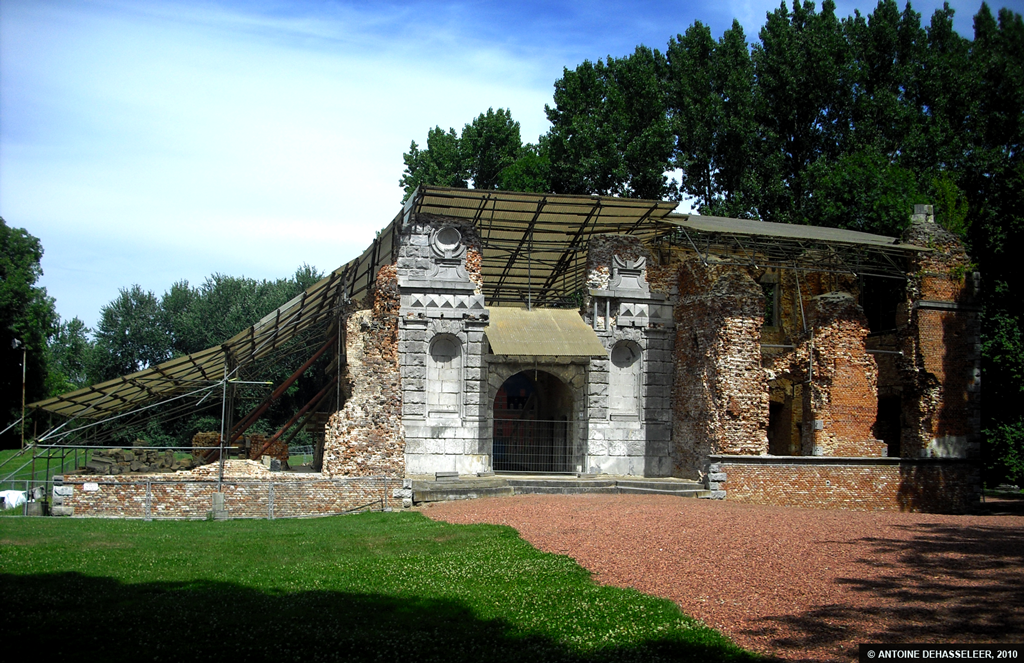
Ruïne van kasteel van Boussu

Maurice Gabriel Joseph Riquet de Caraman-Chimay (Roissy-en-France, Frankrijk, 7 oktober 1765 – Boussu, 3 september 1835) was een Frans militair en politicus aan het einde van de achttiende - en het begin van de negentiende eeuw.

## Familie
Riquet de Caraman-Chimay was de jongste zoon van Victor Maurice de Riquet de Caraman-Chimay (1727-1807), vierde graaf van Caraman, Frans luitenant-generaal en ambassadeur, en van Marie Anne Gabrielle Josèphe Xavier de Hénin-Liétard (1728-1800), prinses van Chimay. Zijn broers waren Louis Charles Victor de Riquet de Caraman, hertog van Caraman, en François Joseph de Riquet de Caraman, prins van Chimay.
Hij trouwde in 1789 met Célestine Antoinette Élisabeth Rose Joséphine Hugues (1772-1850), dochter van de reder Joseph Hugues, markies de la Garde, en kreeg drie dochters:
- Élisabeth (1790-1844), die in 1809 trouwde met markies Jacques Thomas de Pange (1770-1850).
- Marie-Anne (1792-1823), die in 1810 trouwde met haar neef Victor Marie Joseph Louis de Riquet, (1786-1837).
- Mathilde-Élisabeth (1802-1889), die in 1834 trouwde met graaf Paul Louis Gérard de Pins (1796-1865).

Met hen stierf deze familietak uit.

## Levensloop
In 1780 werd Riquet onderluitenant in het cavalerieregiment Béthune. In 1781 stapte hij over naar het dragonderregiment Noailles, waar hij in 1783 tot kapitein werd gepromoveerd. In januari 1789 werd hij majoor in het regiment van 'Monsieur', de broer van koning Lodewijk XVI. Toen brak de Revolutie uit.
Op 3 januari 1790 werd hij verkozen tot eerste maire van Roissy-en-France, waar het familiedomein zich bevond. Na korte tijd nam hij ontslag. Met zijn familie week hij uit en diende hij als officier in het leger van de koninklijke prinsen als stafofficier bij 'Monsieur'. Hij vocht verder mee in de Armée des émigrés tegen Frankrijk. In 1793 werd hij eskadronscommandant in het regiment van de huzaren van Rohan, en tijdens de Eerste Coalitieoorlog vocht hij in de Nederlandse Republiek en in Westfalen. Hij werd bevorderd tot kolonel, en werd in 1798 ridder in de Orde van de Heilige Lodewijk.
Onder het Consulaat verzoende hij zich met het Franse regime, en kon hij zijn eigendommen weer in bezit nemen. De bezittingen van de familie Henin-Liétard in de Zuidelijke Nederlanden (Chimay en Beaumont-Boussu) waren als nationale goederen in beslag genomen. Ze werden gerestitueerd aan Philippe de Henin-Liétard, prins van Chimay, die in 1804 overleed zonder nazaten. Zijn goederen werden geërfd door de kinderen van zijn zus Marie-Anne Hénin-Liétard, en dus ook door Maurice, die de Henegouwse eigendommen in Beaumont en Boussu verwierf.
Hij werd lid van de algemene raad voor het departement Jemmapes. In 1809 werd hij de vertegenwoordiger van dit departement in het Keizerlijk Wetgevend Lichaam (Corps législatif). Hij was voorzitter van dit lichaam in 1811 en 1813.
In 1813 werd hij empirebaron. In 1818 werd hij in de Franse adel bevestigd met de titel van graaf.
Na de val van het keizerrijk sloot hij zich aan bij de monarchie. Hij werd militair commandant van het departement Charente en vervolgens van het departement Pas-de-Calais.
Na in 1818 en 1819 cavalerie-inspecteur te zijn geweest, werd hij in 1820 algemeen inspecteur van de cavalerie. In 1824 werd hij verkozen tot volksvertegenwoordiger door het Noorderdepartement. Hij maakte deel uit van de regeringsmeerderheid tot in 1827, toen hij door koning Karel X werd aangesteld in het hogerhuis, de Chambre des pairs.
In 1830 gaf hij zijn vertrouwen niet aan de Julimonarchie en hij trok zich terug uit het actieve leven op zijn domein van Boussu.
Bij zijn overlijden werd het domein van Boussu verkocht. Een gedeelte van de tuinen werd door de gemeente aangekocht en tot publiek park omgevormd. Het kasteel (in 1810 door Maurice herbouwd) diende tijdens de Tweede Wereldoorlog als munitiedepot en werd opgeblazen. Het is niet meer herbouwd. Het domein is het voorwerp van uitgebreide archeologische onderzoeken.